# Primera División (Uruguay) 1968
Die Saison 1968 der Primera División war die 65. Spielzeit (die 37. der professionellen Ära) der höchsten uruguayischen Spielklasse im Fußball der Männer, der Primera División.
Die Primera División bestand in der Meisterschaftssaison des Jahres 1968 aus zehn Vereinen, deren Mannschaften in den insgesamt 90 Meisterschaftsspielen jeweils zweimal aufeinandertrafen. Es fanden 18 Spieltage statt. Die Meisterschaft gewann der Club Atlético Peñarol als Tabellenerster vor Nacional Montevideo und dem Club Atlético Cerro als Zweitem und Drittem der Saisonabschlusstabelle. Ein Absteiger in die Segunda División wurde in dieser Saison nicht ermittelt. Torschützenkönig wurden mit jeweils acht Treffern Rubén Bareño, Rubén García, Alberto Spencer und Pedro Rocha.

## Jahrestabelle
| Pl. | Verein                    | Sp. | S  | U | N  | Tore    | Diff. | Punkte |
| --- | ------------------------- | --- | -- | - | -- | ------- | ----- | ------ |
| 1.  | Club Atlético Peñarol (M) | 18  | 15 | 3 | 0  | 029:500 | +24   | 33     |
| 2.  | Nacional Montevideo       | 18  | 11 | 5 | 2  | 029:700 | +22   | 27     |
| 3.  | Club Atlético Cerro       | 18  | 9  | 3 | 6  | 025:140 | +11   | 21     |
| 4.  | Club Atlético Defensor    | 18  | 5  | 8 | 5  | 015:150 | ±0    | 18     |
| 5.  | Rampla Juniors            | 18  | 6  | 5 | 7  | 016:200 | −4    | 17     |
| 6.  | Sud América               | 18  | 6  | 4 | 8  | 019:240 | −5    | 16     |
| 7.  | River Plate (N)           | 18  | 4  | 7 | 7  | 018:250 | −7    | 15     |
| 8.  | Liverpool FC              | 18  | 5  | 4 | 9  | 015:220 | −7    | 14     |
| 9.  | Racing Club de Montevideo | 18  | 3  | 4 | 11 | 011:240 | −13   | 10     |
| 10. | Danubio FC                | 18  | 2  | 5 | 11 | 008:290 | −21   | 09     |

| (M) | Meister der vorangegangenen Saison  |
| (N) | Aufsteiger aus der Segunda División |